# Flacourtia rukam
Flacourtia rukam là một loài thực vật có hoa trong họ Liễu. Loài này được Zoll. & Moritzi mô tả khoa học đầu tiên năm 1846.

## Hình ảnh

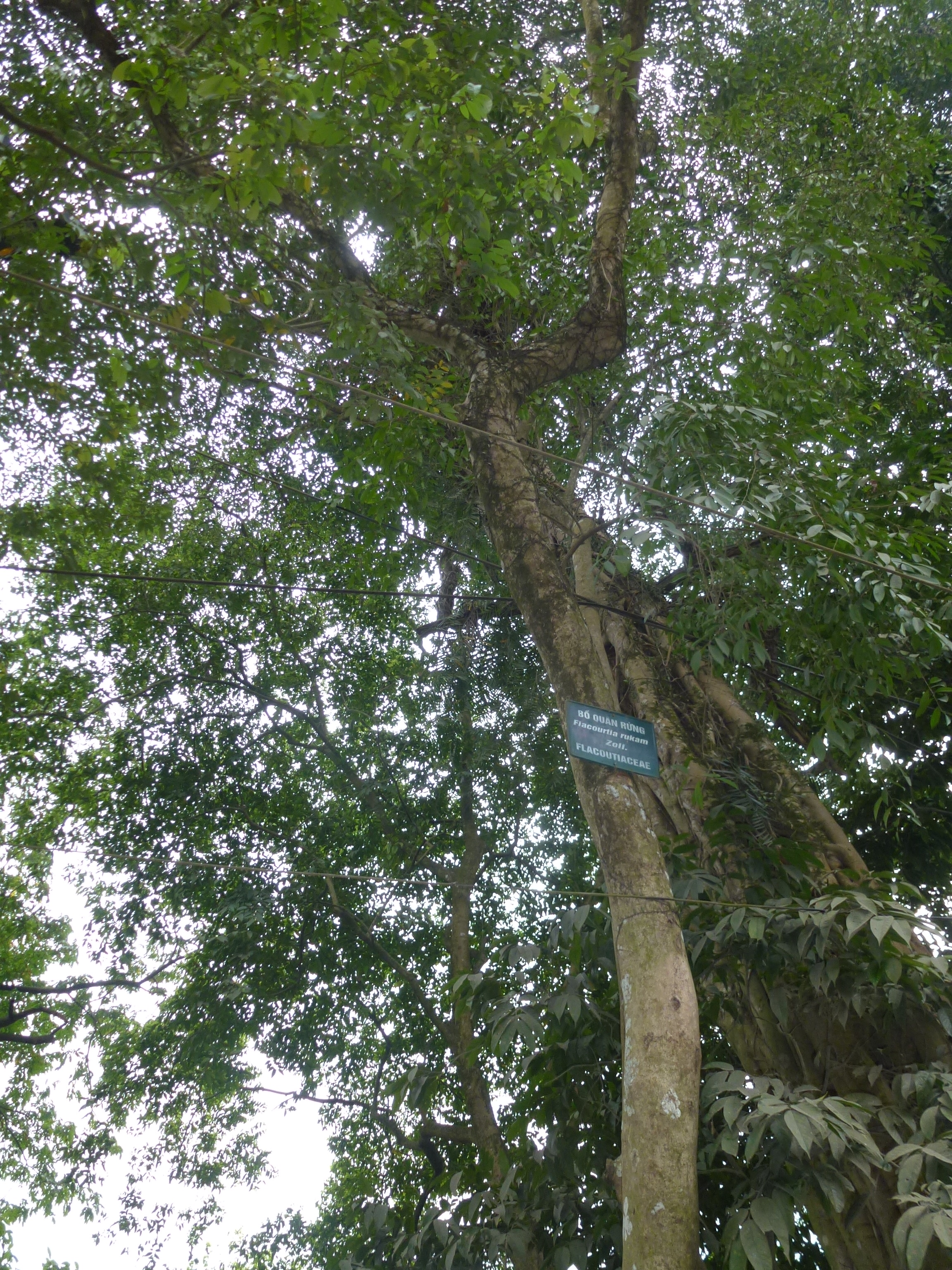